# Leopold-Lichtwitz-Medaille
Die Leopold-Lichtwitz-Medaille ist eine Auszeichnung der Deutschen Gesellschaft für Innere Medizin (DGIM). Sie tritt an Stelle der Gustav-von-Bergmann-Medaille und wird seit 2014 vergeben.
2013 bewertete die DGIM die Lebensleistung von Bergmanns neu. Dieser hatte als Prodekan an der Berliner Charité 1933 in der Fakultät umgesetzt, dass alle Juden entlassen wurden. Die Leopold-Lichtwitz-Medaille wird in Erinnerung an den Juden Leopold Lichtwitz (1876–1943) verliehen, der 1933 Vorsitzender der DGIM war, die Gesellschaft aber – wie viele andere Juden auch – auf Druck des Vorstandes verlassen musste.
Die Leopold-Lichtwitz-Medaille zeichnet „Personen aus, die sich durch ihre Arbeit und ihren Einsatz für die Interessen der Inneren Medizin und der DGIM in außergewöhnlichem Maße hervorgetan haben. Die Fachgesellschaft ehrt auf diese Weise große Ärztinnen und Ärzte, außergewöhnliche klinische Lehrer und Forscher für ihr Lebenswerk. Sie drückt damit jenen Menschen ihren Dank und ihre Anerkennung aus, die das gesamte Gebiet der Inneren Medizin und ihre Fachgesellschaft vorangebracht haben.“

## Preisträger
- 2014 Karl Werdan
- 2015 Jürgen F. Riemann
- 2016 Hellmut Mehnert
- 2017 Heiner Greten
- 2018 Jürgen Meyer
- 2019 Johannes Köbberling
- 2020 Tilman Sauerbruch
- 2021 Ulrich R. Fölsch
- 2022 Elisabeth Märker-Hermann
- 2023 Jürgen Schölmerich
- 2024 Gerd Hasenfuß
- 2025 Claus F. Vogelmeier[1]